# Перито
Перито (італ. Perito) — муніципалітет в Італії, у регіоні Кампанія, провінція Салерно.
Перито розташоване на відстані близько 290 км на південний схід від Рима, 100 км на південний схід від Неаполя, 55 км на південний схід від Салерно.
Населення — 958 осіб (2014).

## Демографія
Населення за роками:

Станом на 1 січня 2023 року в муніципалітеті офіційно проживали 34 іноземці з 7 країн, серед них 20 громадян країн Євросоюзу та 5 громадян України.

## Сусідні муніципалітети
- Чичерале
- Лустра
- Монтефорте-Чиленто
- Оррія
- Приньяно-Чиленто
- Рутіно
- Саленто